# Piotr Wyszomirski
Piotr Wyszomirski (Varsovia, 6 de enero de 1988) es un jugador de balonmano polaco que juega de portero en el NMC Górnik Zabrze. Es internacional con la selección de balonmano de Polonia.
Con la selección ganó la medalla de bronce en el Campeonato Mundial de Balonmano Masculino de 2015.

## Clubes
- KS Azoty Pulawy (2007-2012)
- Csurgói KK (2012-2014)
- SC Pick Szeged (2014-2016)
- TBV Lemgo (2016-2020)
- Tatabánya KC (2020-2022)
- NMC Górnik Zabrze (2022- )